# Mistrovství Evropy v zápasu řecko-římském 2006
Mistrovství Evropy v zápasu v řecko-římském za rok 2006 proběhlo v Olympijském sportovním komplexu v Moskvě, Rusko ve dnech 27.-28. dubna 2006.

## Česká stopa
- -55 kg – Jan Hocko
- -60 kg – Petr Švehla
- -66 kg – Tomáš Sobecký
- -96 kg – Marek Švec
- -120 kg – David Vála

## Program
- ČT – 27.04.2006 – muži (−60 kg, −74 kg, −96 kg)
- PA – 28.04.2006 – muži (−55 kg, −66 kg, −84 kg, −120 kg)

## Výsledky

### Muži
| Kategorie | Zlato                     | Stříbro                  | Bronz                  | Bronz                     |
| --------- | ------------------------- | ------------------------ | ---------------------- | ------------------------- |
| −55 kg    | Roman Amojan (ARM)        | Venelin Venkov (BUL)     | Rovšan Bajramov (AZE)  | Claudiu Gavrilă (ROU)     |
| −60 kg    | Karen Mnacakanjan (ARM)   | Davit Bedynadze (GEO)    | Vjačeslav Džaste (RUS) | Fuad Alijev (AZE)         |
| −66 kg    | Tamás Lőrincz (HUN)       | Sergej Kovalenko (RUS)   | Oleksandr Chvošč (UKR) | Şeref Eroğlu (TUR)        |
| −74 kg    | Varteres Samurgašev (RUS) | Oleg Michajlovič (BLR)   | Mahmut Altay (TUR)     | Manučar Kvirkvelija (GEO) |
| −84 kg    | Artur Michalkiewicz (POL) | Denys Forov (ARM)        | Mélonin Noumonvi (FRA) | Nazmi Avluca (TUR)        |
| −96 kg    | Hamza Yerlikaya (TUR)     | Mychajlo Nikolajev (UKR) | Jimmy Lidberg (SWE)    | Marek Švec (CZE)          |
| −120 kg   | İsmail Güzel (TUR)        | Juha Ahokas (FIN)        | Chasan Barojev (RUS)   | Oleksandr Černeckyj (UKR) |